# 맥베스 (오페라)

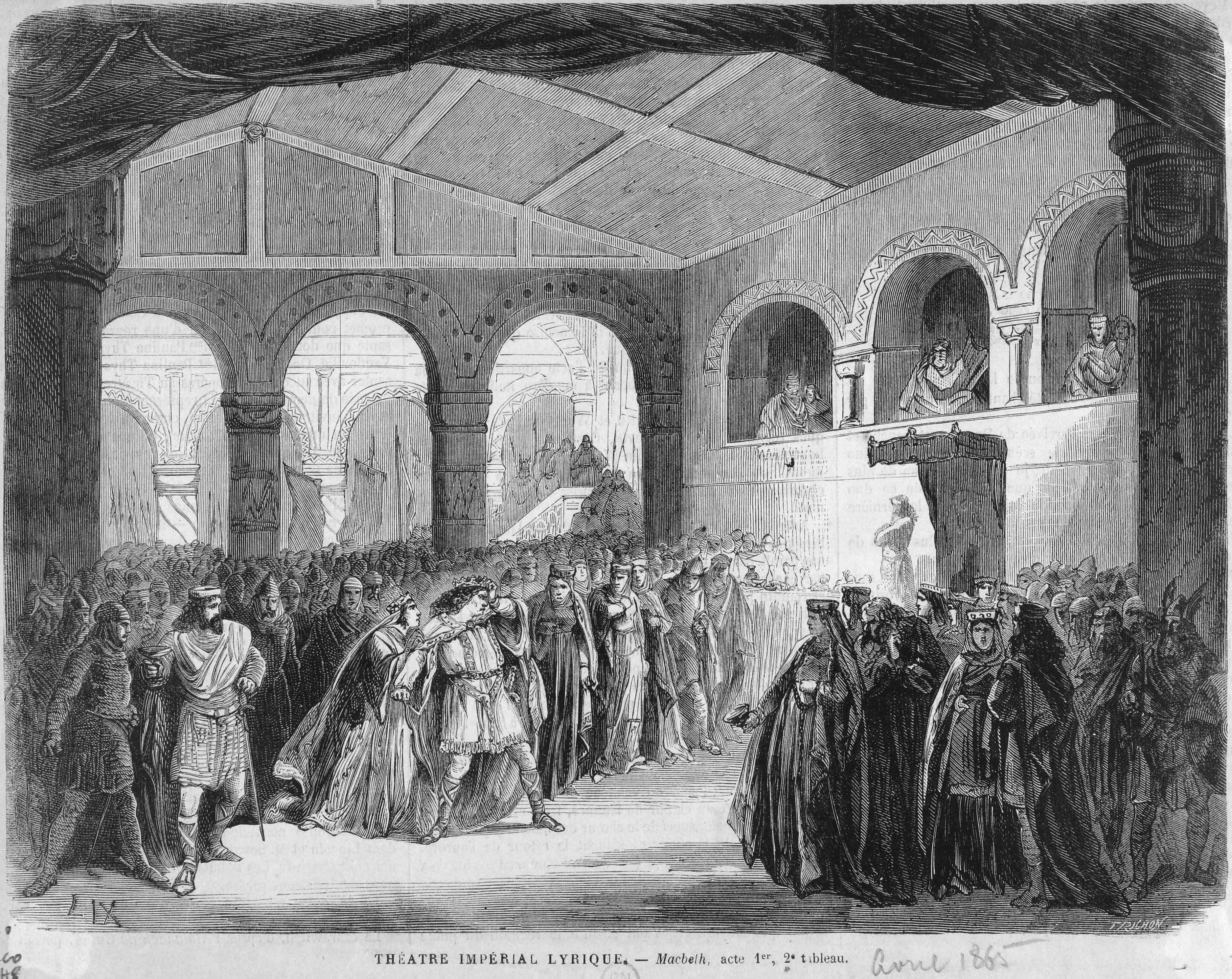

맥베스(이탈리아어: Macbeth)는 주세페 베르디가 작곡한 4막의 오페라이다. 영국의 대문호인 셰익스피어의 비극 맥베스를 기초로 프란체스카 마리아 피아베가 이탈리아어 대본을 완성하였다. 1847년 3월 14일 피렌체의 페르골라 극장에서 초연되었다.
베르디의 초기 작품 가운데 가장 뛰어난 오페라로 평가되며, 뛰어난 심리 묘사로 인상이 깊다. 이 작품은 이 전까지의 오페라 문법을 과감히 변혁하여, 낯설고 기괴한 선율과 연극적인 요소로 셰익스피어의 맥베스를 오페라로 만드는 데 성공하였다.

## 등장 인물
- 주요 배역

맥베스 - 던컨왕 군대의 장군 (바리톤)
맥베스 부인 (소프라노)
반쿠오(밴쿠오) - 맥베스의 동료 장군 (베이스)
- 조역

막두프(맥더프) - 스코틀랜드의 귀족 (테너)
시녀 - (메조소프라노)
말콤 - 던컨 왕의 아들 (테너)
메디코 - 의사 (베이스)
- 기타

맥베스의 하인 - (베이스)
아랄도 - 전령 (베이스)
시사리오 - 자객 (베이스)
세명의 유령들 - 2명의 소프라노와 1명의 (베이스)
둔카노(던컨) - 스코틀랜드의 왕 - (무음)
플레안초(플린스) - (무음)
마녀들, 귀족들, 참석인들, 도망자들 - (합창)

## 줄거리
11세기 중반, 스코틀랜드

### 1막
- 1장: 숲속
- 2장: 맥베스 성안의 넓은 방

### 2막
- 1장: 맥베스 성의 회랑
- 2장: 맥베스 성 근처의 공원
- 3장: 성내의 회랑

### 3막
- 마녀들의 동굴

### 4막
- 1장: 황량한 벌판
- 2장: 맥베스의 성내
- 3장: 성내의 한 방
- 4장: 전쟁터

## 유명한 아리아
- 'Vieni! t'affretta!' = '이리로 와! 서둘러!'
- 'Mi si affaccia un pugnal?' = '내 앞에 보고 있는 게 단검인가?'
- 'Schiudi, inferno...' = '열려라 지옥이여...'
- 'Ora di morte e di vendetta' = '죽음과 복수의 시간'
- 'Patria oppressa' = '압제된 아버지의 땅'
- 'Ah la paterna mano' = '아, 아버지의 손'
- 'La patria tradita' = '배반당한 나의 아버지'
- 'Una macchia' = '얼룩'
- '자비, 존경, 명예, 사랑' 제 4막에서 노래하는 멕베스의 아리아) "자비, 존경, 명예, 사랑, 너의 찬란한 기념물은 이제 어떤 희망도 없다." 아내를 죽음으로 몰아붙인 멕베스의 독백이다.